# Valse royale
Pour plus de détails, voir Fiche technique et Distribution.
Valse royale est un film franco-allemand réalisé par Jean Grémillon, sorti en 1936.

## Synopsis
En 1852, à Munich, Michel de Tahlberg, fils de l'ambassadeur d'Autriche, aime Thérèse alors qu'on le contraint à épouser Annie, la sœur de cette dernière. L'intervention de la princesse Élisabeth va permettre à Michel et à Thérèse de se marier.

## Fiche technique
- Titre : Valse royale
- Réalisation : Jean Grémillon
- Superviseur de la réalisation : Raoul Ploquin
- Scénario : Emil Burri, Walter Forster
- Dialogues : Henri Falk
- Décors : Robert Herlth, Walter Röhrig
- Photographie : Konstantin Irmen-Tschet
- Son : Hermann Fritzsching
- Montage : Klaus Stapenhorst
- Musique : Franz Doelle, Henri Falk
- Production : UFA - Alliance Cinématographique Européenne
- Directeur de production : Karl Ritter
- Pays de production :  France,  Allemagne
- Genre : Comédie
- Durée : 95 min
- Date de sortie en France : Décembre 1935
- Date de sortie à Paris : 2 janvier 1936 au cinéma "Gaumont-Palace".

## Distribution
- Henri Garat : Michel de Thalberg
- Renée Saint-Cyr : Thérèse Tomasoni
- Mila Parely : Annie Tomasini
- Alla Donell : la princesse Élisabeth, dite Sissi
- Christian-Gérard : Pilou
- Adrien Le Gallo : le roi Max de Bavière
- Bernard Lancret : l'empereur François-Joseph d'Autriche
- Lucien Dayle: Gargamus
- Georges Prieur : le comte Thalberg